# Figura literaria

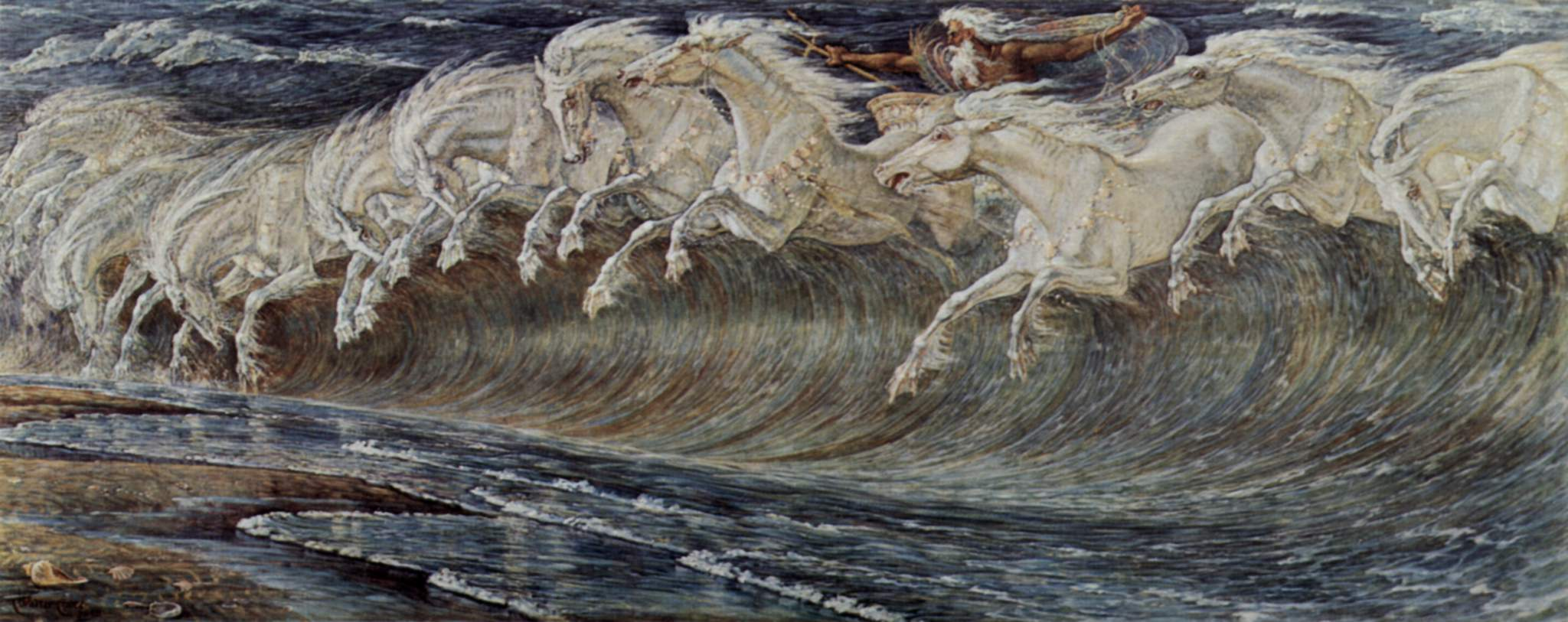
Sustitución a través de la metáfora: «¡Vienen los caballos del mar!», La gran marea de primavera. Óleo (1893) de Walter Crane.

Las figuras literarias son formas no convencionales de utilizar las palabras de manera que, empleadas con sus acepciones habituales (a diferencia de lo que ocurre en los tropos), se acompañan de algunas particularidades fónicas, gramaticales o semánticas, que las alejan de ese uso habitual, por lo que terminan por resultar especialmente expresivas. Debido a esto, su uso es característico, aunque en modo alguno exclusivo, de las obras literarias.
De forma coloquial, reciben también los nombres de recursos literarios, estilísticos, retóricos o expresivos y el de figuras retóricas o del discurso, etc.
Las figuras, junto con los tropos, constituyen dentro del ámbito de la retórica uno de los formantes básicos del ornatus retórico, el constituyente principal de la elocutio.

## Figuras de dicción
Las figuras de dicción afectan primordialmente a la forma de las palabras, aunque en ocasiones inciden también sobre el significado. Se distinguen cuatro categorías: figuras de transformación, figuras de repetición, figuras de omisión y figuras de posición.

### Figuras de transformación
También llamadas metaplasmos, consisten en la utilización de formas léxicas aumentadas, decrecidas, trastocadas o atenuadas que serían, en teoría, incorrectas en la lengua ordinaria. Las más conocidas de estas figuras son las licencias métricas, pero pueden aparecer en el registro vulgar o en las vacilantes formas dialectales, menos respetuosas con la forma de enunciación.
Las figuras de transformación son las siguientes: 
1. De aumento: prótesis, epéntesis, paragoge, sinéresis, dialefa.
2. De supresión: aféresis, síncopa, apócope, haplología, contracción, sinalefa, ecthlipsis.
3. De cambio de lugar: metátesis, diástole, sístole.
4. De debilitación, atenuación o transformación: asimilación, disimilación, rotacismo, lambdacismo, apofonía, metafonía, asibilación.[3][4]

### Figuras de repetición
Las figuras de repetición consisten en el uso de elementos lingüísticos que ya habían sido usados en el mismo texto. La repetición no tiene por qué ser necesariamente exacta, por lo que en muchas ocasiones se dan casos de semejanza o igualdad hacia un mismo producto o palabra.
Las figuras de repetición son las siguientes: anadiplosis, anáfora, gradación, epanadiplosis, polisíndeton, annominatio (paronomasia, derivatio, figura etimológica, diáfora, políptoton), traductio, equívoco/antanaclasis, paralelismo (isocolon, parison, correlación), quiasmo y commutatio/retruécano.

### Figuras de omisión
Las figuras de omisión consisten en la supresión de un elemento lingüístico y necesario, en teoría, para la construcción del texto. Su uso tiende a aligerar la expresión.
Las figuras de omisión son las siguientes: asíndeton, elipsis, zeugma, silepsis, reticencia o aposiopesis, braquilogía y paralipsis (también llamada preterición o pretermisión).

### Figuras de posición
Las figuras de posición son aquellos procedimientos que se basan en la alteración del orden normal de las partes de la oración.
Las figuras de posición son las siguientes: hipérbaton, anástrofe, tmesis, sínquisis e inversión de sujetos.

## Figuras de pensamiento
Las figuras de pensamiento afectan principalmente al significado de las palabras. Se distinguen las siguientes categorías: figuras de amplificación, figuras de acumulación, figuras lógicas, figuras de definición, figuras oblicuas, figuras de diálogo, figuras dialécticas' (o de argumentación) y figuras de ficción.

### Figuras de amplificación
Aunque, en latín, amplificatio no es tanto un desarrollo más por extenso de una idea sino más bien su realce (por un uso especial de la entonación, por ejemplo), en la práctica las figuras de amplificación incluyen técnicas de alargamiento de los contenidos de un texto.
Las figuras de amplificación son las siguientes: expolitio, interpretatio, paráfrasis, isodinamia, digresión y epifonema.

### Figuras de acumulación
Las figuras de acumulación son procedimientos que buscan la adición de elementos complementarios a las ideas expuestas.
Las figuras de acumulación son las siguientes: enumeración, distributio, epífrasis y epíteto.

### Figuras lógicas
Las figuras lógicas son procedimientos que tienen que ver con las relaciones lógicas entre las ideas dentro de un texto; de forma especial, se considera la relación de contradicción o antinomia, por lo que la figura lógica por  antonomasia es la antítesis. Como variantes de esta, se encuentran la cohabitación, la paradoja y el oxímoron.

### Figuras de definición
Las figuras de definición (y descripción) se utilizan para reflejar lingüísticamente la esencia o apariencia de los temas tratados (personas, objetos, conceptos...).
Las figuras de definición y descripción son las siguientes: definitio, prosopografía, etopeya, pragmatografía, topografía, cronografía, retrato, evidentia y demonstratio.

### Figuras oblicuas
Las figuras oblicuas designan de forma indirecta una realidad utilizando las palabras en sentido apropiado. Constituyen la frontera con los tropos.
Las figuras oblicuas son las siguientes: perífrasis o circunloquio, lítotes o atenuación, y preterición o paralipsis.

### Figuras de diálogo
Las figuras de diálogo son las propias del estilo directo, pues subrayan el carácter comunicativo del discurso. Se denominan también figuras patéticas pues pretenden incidir afectivamente en el destinatario.
Las figuras de diálogo son las siguientes: apóstrofe/invocación, exclamación, interrogación retórica, optación y deprecación.

### Figuras dialécticas
Las figuras dialécticas o de argumentación son las propias de los debates dialécticos (la disputatio, en latín); se trata de técnicas argumentativas.
Las figuras dialécticas son las siguientes: concessio, correctio, dubitatio, communicatio, conciliatio y distinctio / paradiástole; pueden, además, incluirse aquí las llamadas probationes argumentativas, o pruebas expuestas por el orador para defender su argumentación: simile, argumentum y sententia.

### Figuras de ficción
Las figuras de ficción permiten presentar como reales situaciones imaginarias.
Las figuras de ficción son las siguientes: personificación/prosopopeya, sermocinatio / idolopeya y subiectio / percontatio.

## Catálogo alfabético de figuras literarias
Con el objeto de disponer de una visión de conjunto de las figuras literarias, se ofrece a continuación un listado por orden alfabético. Aunque propiamente no sean figuras, se incluyen también en el listado los tropos, pues popularmente se incluyen, junto con aquellas, bajo el marbete genérico de «recursos literarios o estilísticos».
A
- Aféresis, Alegoría, Aliteración, Alusión, Anacoluto, Anadiplosis, Anáfora, Analepsis, Analogía, Anástrofe, Animalización, Annominatio, Antanaclasis, Antífrasis, Antítesis, Antonomasia, Apócope, Aposiopesis, Apóstrofe, Argumentum, Asíndeton, Asonancia.

B
- Batología.

C
- Cacofonía, Calambur, Captatio Benevolentiae, Catacresis, Circunloquio, Cleuasmo, Clímax, Cohabitación, Communicatio, Commutatio, Comparación, Complexión, Concatenación, Concessio, Conciliatio, Correctio, Cosificación, Cronografía.

D
- Datismo, Definitio, Demonstratio, Deprecación, Derivación, Derivatio, Diástole, Dialefa, Digresión, Disfemismo, Distinctio, Distributio, Dubitatio.

E
- Ecthlipsis, Enálage, Encabalgamiento, Endíadis, Elipsis, Énfasis, Enumeración, Epanadiplosis, Epéntesis, Epífora, Epífrasis, Epíteto, Epifonema, Equívoco, Etopeya, Eufemismo, Evidentia, Exclamación, Expolitio.

F
- Falacia patética, Figura etimológica.

G
- Geminación, Gradación.

H
- Hipálage o Epíteto transferido, Hipérbaton, Hipérbole, Hipotiposis, Homeotéleuton.

I
- Idolopeya, Interpretatio, Interrogación retórica, Inversión de sujetos, Invocación, Ironía, Isocolon, Isodinamia,.

L
- Lítotes.

M
- Metáfora, Metalepsis, Metátesis, Metonimia, Mixtura verborum.

O
- Onomatopeya, Optación, Oxímoron.

P
- Palindromía, Parábola, Paradiástole, Paradoja, Paráfrasis, Paragoge, Paralelismo, Parison, Paronomasia, Percontatio, Perífrasis, Personificación, Pleonasmo, Polisíndeton, Políptoton, Pragmatografía, Preterición, Prolepsis, Prosopografía, Prosopopeya, Prótesis.

Q
- Quiasmo.

R
- Repetición, Reticencia, Retruécano, Reduplicación (retórica).

S
- Sarcasmo, Sententia, Sermocinatio, Silepsis, Símil, Simile, Sinalefa, Síncopa, Sinécdoque, Sinéresis, Sinestesia, Sístole, Subiectio, Synchysis.

T
- Tautología, Tmesis, Topografía, Traductio.

Z
- Zeugma.